# Белобрюхий стрелоух
Белобрюхий стрелоух, или стрелоух Гемприха (лат. Otonycteris hemprichii) — млекопитающее отряда рукокрылых. Относится к семейству гладконосых летучих мышей. Видовое название дано в честь немецкого зоолога Фридриха Вильгельма Гемприха (1796—1825).
Длина тела от 7,3 до 8,1 см, хвост длиной 4,7—7 см, масса от 18 до 20 г. Верх тела от бледно-песочного до тёмно—коричневого цвета, низ обычно беловатый. Уши большие, примерно 4 см длиной.
Распространён на севере Африки (от Марокко и Нигера до Египта), на Аравийском полуострове и в Центральной Азии (до Казахстана и Кашмира). Обитает в пустынных и полупустынных регионах. В качестве мест для ночлега использует трещины в скалах или искусственные сооружения. Активен ночью, охотится у поверхности земли на паукообразных и насекомых, также питается падалью. Самки летом образуют выводковые колонии численностью до 60 особей (обычно меньше). В выводке 2 детеныша, размножение почти не изучено.